# 天主教卡溫頓教區

天主教卡溫頓教區（拉丁語：Dioecesis Covingtonensis）是美國一個羅馬天主教教區，屬路易斯維爾總教區。成立於1853年7月29日。
範圍包括肯塔基州北部共十四縣，教座位於卡溫頓。2006年有教友92,250人（佔轄區總人口19.6%）、四十七個堂區、九十二名司鐸。現任教區主教羅格·若瑟·福伊斯。